# William Yurko
William (Vasile) Yurko (11 de fevereiro de 1926 - 2 de fevereiro de 2010) foi um político canadiano, membro da Assembleia Legislativa de Alberta e da Casa dos Comuns do Canadá.
Yurko nasceu em 1926 em Boian, Alberta, descendente de Canadianos romenos de de canadianos ucranianos. Serviu dois anos na Força Aérea do Canadá durante a Segunda Guerra Mundial., licenciando-se mais tarde, com distinção, em Engenharia Química pela Universidade de Alberta.
Trabalhou durante 17 anos até entrar na política.
Foi eleito Membro da Assembleia Legislativa (MLA) como candidato da Associação Conservadora Progressiva de Alberta.
Em 1979 foi eleito para a Casa dos Comuns.